# 東輿図志
『東輿図志』（とうよずし）または『大東輿地通考』（だいとうよちつうこう）は朝鮮後期に金正浩が編纂した地誌であり、『青邱図』作成のための基礎作業、即ち仕様書として編纂されたものとして知られている。22冊に編纂されている。金正浩が生涯において補完し続けた地誌であり、現存本は全て直筆本である。『東輿図志』を編纂し始めた時期は明らかではなく、金正浩が死ぬ直前まで編纂・補完し続けたと推測されている。

## 第1次編纂
『東輿図志』は編纂され始めたのは1822年頃で、一次的に編纂・完成したのは1834年と推定される。『東輿図志』第6冊巻11の清州牧沿革条の記事に、「純宗25年に県を降号（※行政区画単位を下げること）したが、34年に元に戻した」という記録が出てくるが、この記録は『東輿図志』州県沿革条で最も遅い記録である。『青邱図』は1834年秋に製作されたので、『東輿図志』は遅くともそれまでには第1次編纂を終えているはずである。
以後、『東輿図志』第1次編纂本の上下左右の余白に内容を添付していった。

## 編纂
金正浩は『東輿図志』巻2「東輿図志書」で編纂した目的を「国を治める」のに役立てたいということを明らかにした。また、そこで、『東国輿地勝覧』が編纂されて3百余年になり、その記録が古くなって『東国輿地勝覧』の例に従って記録したことを明らかにしている。また、様々な所蔵本を研究した結果、平安道編は金正浩が作成していなかったと考えられている。
『東輿図志』の総目は各道別に分けられ、編目は各道の最初に道勢を一目でわかるように各道の沿革を始めとした42条の項目を収録している。各州県の編目も各道の道勢の編目と同じように沿革を始めとした30余条の項目になっている。州県の編目は『青邱図』の凡例38個の項目とほとんど同じである。また、各編目の項目は『東輿図志』を編纂する当時に最も新しい資料に立脚・引用し、『東国輿地勝覧』の体系に似せている。これは『東国輿地勝覧』が『東輿図志』の根拠資料であることを証明する証拠になり、この2冊の編目もよく似ている。
金正浩は、地誌は地図の根源であり、地図に表せないものを記録し、州県の成り行きによっているものとそうでないものを表記するも、それが提示する38個の項目によって間違いの内容に地図と並行しなければならない、と述べた。

## 所蔵本

### 嶺南大学校所蔵本
嶺南大学校所蔵本は横11.3cm、縦16cm、全20冊になっており、第8、14、18冊の3冊は欠本して、17冊のみ残っている。冊名は17冊のうち、14冊に「輿地」と書かれてあり、3冊は「大東輿地通考」と書かれてある。しかし、巻2の序文と本の内容の巻表示には冊名が「東輿図志」となっている。巻次が巻1から巻37まで付けられていて、咸鏡道までがあるのだが、平安道編は欠本している。第17冊は金正浩の自筆であることが知られている。

### ソウル大学校奎章閣所蔵本
ソウル大学校奎章閣所蔵本は2巻が現存する。その体裁は嶺南大学校所蔵本と同じだが、重複していないため、現在、全19冊が現存する。

### 高麗大学校所蔵本
高麗大学校所蔵本は全15冊である。その体裁嶺南大学校所蔵本と同じであり、その中で、平安道編は書体が異なる。現存する平安道編の一部も金正浩の自筆ではないので、金正浩は平安道編を作成しなかったのでは、と推測されている。第15冊は金正浩の自筆であることが知られている。

## 『東輿図志』と『青邱図』
従来は『青邱図』が『東輿図志』の副図的性格を持っていたと考えられてきた。しかし、最近に至り、金正浩の思想、即ち、「地理が地図の根本」という思想に反映して、『東輿図志』が『青邱図』より後に編纂された点を否定している。そして、最近に『東輿図志』第1次編纂時期が『青邱図』編纂時期である1834年頃であることが明らかになるにつれ、『青邱図』編纂のために『東輿図志』の第1次編纂がなされたのではという主張が起こった.
『東輿図志』が『青邱図』の仕様書の役割をしたとみる見解の根拠は次の通りである。
- 2つの資料に載せられた編目はその数と項目がほとんど同じである。
- 『東輿図志』第1次編纂以後に変えられた行政体制変化が『青邱図』には全く現れていない。これは地誌を作った後すぐに地図が製作されたことを意味する、と主張する。
- 『東輿図志』の編目に現れた数値が簡略化されて『青邱図』に載せられている。例えば、咸鏡道富寧の穀賦条で、『東輿図志』では73,138石、『青邱図』では73100石となっている。これは地図には詳細に記すことができなかったため、100以下の切り捨てた数字を地理に載せたと考えられる。